# 1,2-Dioksin
1,2-Dioksin je heterociklično, organsko, antiaromatično jedinjenje sa hemijskom formulom . On je izomerna forma 1,4-dioksina (ili p-dioksina).
Usled njegovih peroksidu sličnih karakteristika, 1,2-dioksin je veoma nestabilan i ne može se izolovati. Čak su i supstituisani derivati su veoma nestabilni, e.g. 1,4-difenil-2,3-benzodioksin. 3,6-bis(p-tolil)-1,2-dioksin je bio pogrešno proglašen prvim stabilnim derivatom 1990. godine.
- Izomeri 1,2-dioksina (levo) i 1,4-dioksina (desno)
- Struktura prelaznog 1,4-difenil-2,3-benzodioksina
- Dioksinska (1) i dionska forma (2)